# Austrocylindropuntia pachypus
Austrocylindropuntia pachypus (укр. Аустроциліндропунція товстонога)  — сукулентна рослина з роду аустроциліндропунція родини кактусових.

## Видова назва
Видова назва походить від грецьких слів pachys — 'товстий' і pous — 'нога', що характеризує товсту зав'язь в основі квітки.

## Загальна біоморфологічна характеристика

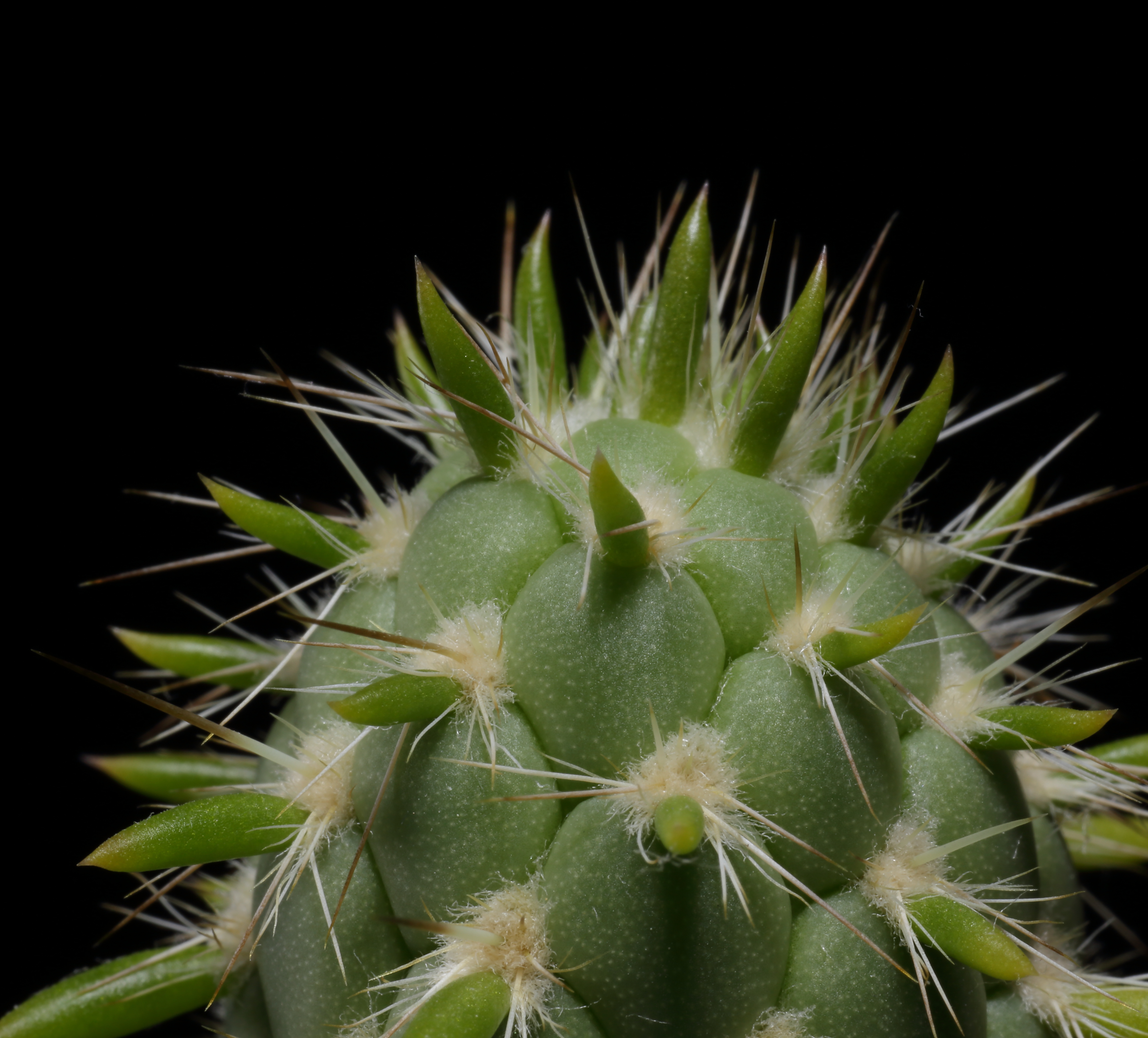
Листки на пагоні Austrocylindropuntia pachypus

Рослини в природних умовах досягають до 1 м заввишки, пагони діаметром від 3 до 8 см, горбки сплощені.
Стебло циліндричне, слабо розгалужене.
Ареоли великі.
Листочки до 4 мм завдовжки.
Колючок 20-30 завдовжки від 0,5 см до 2 см, світлі, глохідії жовті.
Квітки яскраво-червоні або темно-помаранчеві до 7 см завдовжки і 4,5 см в діаметрі.
Плоди міцні, перецвітаючі.
Насіння майже кулясті, 3,5 мм в діаметрі.

## Ареал
Austrocylindropuntia pachypus є ендемічною рослиною в Перу. Росте в передгір'ях Анд, в регіонах Анкаш і Ліма.
Культивується в багатьох місцях.

## Екологія
Austrocylindropuntia pachypus росте на висотах з 1350 по 2400 м над рівнем моря в регіонах Анкаш, де північна межа проходить долиною річки Касма і Ліма, де північна межа проходить долиною річки Римак.

## Охорона у природі
Austrocylindropuntia pachypus входить до Червоного списку Міжнародного Союзу Охорони Природи, стан — уразливий.
Чисельність популяцій скорочується через сільськогосподарську діяльність, що розширюється і через забудову в долинах, де росте цей вид.
На природоохоронних територіях цей вид не присутній.

## Культивування
Цей вид досить рідко зустрічається в культурі через його повільне зростання.
В період вегетації рослини утримують на сонячному місці, просто неба, до вологи ледь сприйнятливі.
В період спокою утримують сухо за температури не менше 0 °C.
Субстрат: глинисто-гравієвий, слабо-кислий, рН 4,5-6.
Добре розмножується живцями.

## Філателія
24 серпня 2001 у своїй серії «Cactus del Perú» («укр. Кактуси Перу») Перу випустистила горизонтальну марку, що представляє цей вид у цвітінні, з номінальною вартістю 3,20 соля.